# Badminton-Südamerikameisterschaft 1998
Die Badminton-Südamerikameisterschaft 1998 fand vom 21. bis zum 25. Juli 1998 in Campinas statt.

## Sieger und Platzierte
| Disziplin    | Gold | Silber | Bronze                                                  |
| ------------ | --- | --- | ------------------------------------------------------- |
| Herreneinzel | Mario Carulla | Guillermo Cox | José Antonio Iturriaga                                  |
| Dameneinzel  | Lorena Blanco | Doriana Rivera | Sandra Jimeno                                           |
| Herrendoppel | Mario Carulla José Antonio Iturriaga                                                                                              | Oscar Brandon Derrick Stjeward | Paulo Fam Huang Shuang                                  |
| Damendoppel  | Ximena Bellido Lorena Blanco | Sandra Jimeno Doriana Rivera | Nathalie Haynes Cristina Nakano                         |
| Mixed        | Guillermo Cox Sandra Jimeno | Federico Valdez Doriana Rivera | José Antonio Iturriaga Ximena Bellido                   |
| Team         | Peru Mario Carulla Guillermo Cox José Antonio Iturriaga Federico Valdez Ximena Bellido Lorena Blanco Sandra Jimeno Doriana Rivera | Brasilien Huang Shuang Guilherme Kumasaka Guilherme Pardo Leandro Santos Ricardo Trevellin Cristina Nakano Hao Min Huai Sandra Cattaneo Miashiro | Suriname Oscar Brandon Derrick Stjeward Nathalie Haynes |

## Teams

### Gruppe A
| Platz | Team      | Pld | W | L | MF | MA | MD  | GF | GA | GD  | PF  | PA  | PD   | Pts | Qualifikation |
| ----- | --------- | --- | - | - | -- | -- | --- | -- | -- | --- | --- | --- | ---- | --- | ------------- |
| 1     | Brasilien | 2   | 2 | 0 | 8  | 2  | +6  | 13 | 4  | +9  | 210 | 123 | +87  | 2   |               |
| 2     | Suriname  | 2   | 1 | 1 | 6  | 4  | +2  | 12 | 5  | +7  | 217 | 111 | +106 | 1   |               |
| 3     | Uruguay   | 2   | 0 | 2 | 0  | 10 | −10 | 0  | 16 | −16 | 31  | 224 | −193 | 0   |               |

### Gruppe B
| Platz | Team        | Pld | W | L | MF | MA | MD  | GF | GA | GD  | PF  | PA  | PD   | Pts | Qualifikation |
| ----- | ----------- | --- | - | - | -- | -- | --- | -- | -- | --- | --- | --- | ---- | --- | ------------- |
| 1     | Peru        | 2   | 2 | 0 | 10 | 0  | +10 | 20 | 0  | +20 | 224 | 23  | +201 | 2   |               |
| 2     | Chile       | 2   | 1 | 1 | 3  | 7  | −4  | 6  | 14 | −8  | 127 | 208 | −81  | 1   |               |
| 3     | Argentinien | 2   | 0 | 2 | 2  | 8  | −6  | 4  | 16 | −12 | 113 | 233 | −120 | 0   |               |